# فرودگاه بین‌المللی سن خوزه
فرودگاه بین‌المللی سان خوزه (به انگلیسی: San Jose International Airport) یک فرودگاه همگانی مسافربری با کد یاتا SJC است که یک باند فرود بتن دارد و طول باند آن ۳۳۵۳ متر است. این فرودگاه در شهر سان‌خوزه، کالیفرنیا کشور ایالات متحده آمریکا قرار دارد و در ارتفاع ۱۹ متری از سطح دریا واقع شده است.

## شرکت‌های هواپیمایی و مقصدهای پروازی

### مسافری
| شرکت‌های هواپیمایی                        | مقصدهای پروازی |
| ---------------------------------------- | --- |
| آئرومکزیکو                               | دن میگوئل هیدالگو وای کوستیا |
| Air Canada Express                       | ونکوور |
| ایر چاینا                                | شانگهای پودنگ |
| آلاسکا ایرلاینز                          | دن میگوئل هیدالگو وای کوستیا، بین الملی هونولولو، کاهولوی، کونا، لیهوئه، لوس کابوس، لیبرتی نیوآرک، پورتلند, سیاتل-تاکوما                                                                       |
| آلاسکا ایرلاینز اجرا توسط هوریزن ایر     | بویزی، باب هوپ (آغاز از ۲۷ اوت ۲۰۱۷), اوژن، لس‌آنجلس (آغاز از ۵ نوامبر ۲۰۱۷), جان وین (آغاز از ۱۶ فوریه ۲۰۱۸), پورتلند (آغاز از ۵ نوامبر ۲۰۱۷), رنو تاهوئه فصلی: سیاتل-تاکوما                   |
| آلاسکا ایرلاینز اجرا توسط اسکای‌وست       | آستین (آغاز از ۲۸ اوت ۲۰۱۷), باب هوپ، دالاس لاو (آغاز از ۱۶ فوریه ۲۰۱۸)، لس‌آنجلس (آغاز از ۲۰ سپتامبر ۲۰۱۷)، جان وین، پورتلند، سن دیه‌گو، توسان (آغاز از ۲۸ اوت ۲۰۱۷)                            |
| آل نیپون ایرویز                          | ناریتا |
| امریکن ایرلاینز                          | اوهر شیکاگو، دالاس-فورت ورث، فینکس اسکای هاربر فصلی: شارلوت داگلاس |
| امریکن ایگل                              | لس‌آنجلس فصلی: فینکس اسکای هاربر |
| بریتیش ایرویز                            | هیترو لندن |
| دلتا ایرلاینز                            | هارتسفیلد-جکسون آتلانتا، لس‌آنجلس، مینیاپولیس−سنت پل، سالت‌لیک‌سیتی، سیاتل-تاکوما |
| دلتا کانکشن                              | مک‌کاران، لس‌آنجلس، سالت‌لیک‌سیتی، سیاتل-تاکوما |
| فرانتیر ایرلاینز                         | دنور (برقراری مجدد از ۵ اکتبر ۲۰۱۷), مک‌کاران (آغاز از ۱ نوامبر ۲۰۱۷) |
| هاینان ایرلاینز                          | پکن |
| Hawaiian Airlines                        | بین الملی هونولولو، کاهولوی |
| جت‌بلو                                    | لوگان، لانگ بیچ، جان اف کندی |
| JetSuiteX اجرا توسط Delux Public Charter | چارتر فصلی: بوزمن یلوواستون |
| لوفت‌هانزا اجرا توسط لوفت‌هانزا سیتی‌لاین   | فرانکفورت |
| ساوت‌وست ایرلاینز                         | آستین، ثرگود مارشال بالتیمور واشینگتن، باب هوپ، میدوی شیکاگو، دالاس لاو، دنور، مک‌کاران، لس‌آنجلس، انتاریو، جان وین، فینکس اسکای هاربر، پورتلند، رنو تاهوئه، سالت‌لیک‌سیتی، سن دیه‌گو، سیاتل-تاکوما |
| یونایتد ایرلاینز                         | اوهر شیکاگو، دنور، جرج بوش، لیبرتی نیوآرک |
| یونایتد اکسپرس                           | دنور |
| Volaris                                  | دن میگوئل هیدالگو وای کوستیا |